# فینال ای‌اف‌سی کاپ ۲۰۲۴
فینال ای‌اف‌سی کاپ ۲۰۲۴ مسابقه فینال بیستمین دوره ای‌اف‌سی کاپ است که در سال ۲۰۲۴ برگزار می‌شود.